# Har Chanot
Har Chanot (hebrejsky: הר חנות) je hora o nadmořské výšce 650 metrů v centrálním Izraeli, v pohoří Judské hory.
Nachází se cca 19 kilometrů jihozápadně od centra Jeruzaléma, cca 6 kilometrů jihovýchodně od města Bejt Šemeš a cca 1,5 kilometru jihozápadně od obce Mata. Má podobu zalesněného vrchu, který na jižní straně prudce spadá do údolí vádí Nachal Sansan, do kterého po východní straně hory přitéká boční vádí Nachal Geres. Na severu leží údolí Nachal Zanoach. Na západě s horou sousedí vrch Har Ja'aran. Ze severu míjí vrcholovou partii lokální silnice číslo 375. Hora je turisticky využívána. Pod vrcholem je lokalita zaniklého osídlení Chirbet Chanot (חרבת חנות) s budovami byzantského původu. Prochází tudy Izraelská stezka.